# Baie des Sables-d'Olonne
Ne doit pas être confondu avec Baie-des-Sables.
La baie des Sables-d'Olonne est une baie de l'océan Atlantique située dans le golfe de Gascogne au large de l'agglomération des Sables-d'Olonne, dans le département français de la Vendée, dans la région des Pays-de-la-Loire.
Elle est classée parmi les plus belles baies du monde depuis le 12 novembre 2021.

## Localisation
La baie des Sables-d'Olonne est située sur l'océan Atlantique dans le golfe de Gascogne face à l’agglomération du même nom, dans le département de la Vendée. Mesurées au compas et au sextant selon la projection de Mercator, la partie haute de la plage et celle du quartier du Passage sont orientées plein sud. Le centre de la plage et celui de la baie sont orientés vers le sud-ouest comme le chenal d'entrée des ports de pêche et de plaisance. Traditionnellement la baie est considérée se trouver en regard de l'île de Ré et, plus au loin, de la ville de New York. La ville de Québec est cependant plus en ligne directe tout comme Terre-Neuve, destination des pêcheurs de morue sablais. Vers le sud le regard se porte au loin en direction du site espagnol de Llanes proche de Santander.

## Caractéristiques
La baie, considérée comme « exceptionnelle », est constituée de 25 kilomètres de littoral et de plages de sable fin.

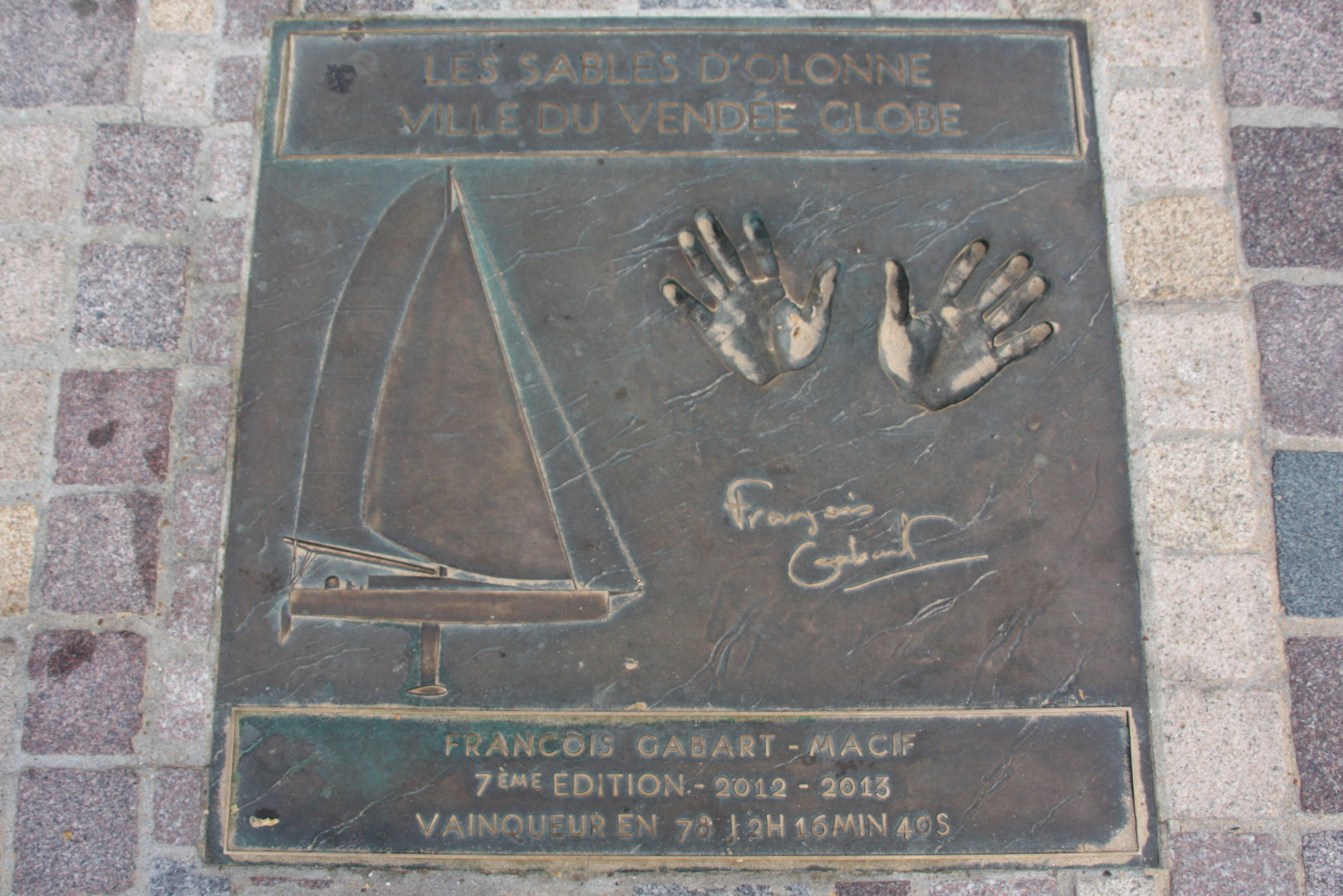
Empreinte des mains de François Gabart sur le Remblai.

Les lignes de départ et d'arrivée du Vendée Globe sont situées en baie des Sables-d'Olonne. Les concurrents, appontés à port Olona, rejoignent, dans un ordre donné par la direction de course, la ligne de départ en pleine mer, après avoir remonté à marée haute le chenal entre la Chaume et les Sables, et se placent sur la ligne délimitée au large par le comité pour attendre le signal du départ, et parfois le vent. La ligne d'arrivée est marquée par la balise Nouch sud, laissée à bâbord, qui signale les deux hauts-fonds Nouch et Noura situés à proximité du chenal. Lorsque les conditions météorologiques sont défavorables et rendent l'approche des côtes dangereuse, la « ligne tempête » mise en place plus au large fait office de ligne d'arrivée.

## Classement
Le conseil municipal des Sable-d'Olonne dépose en 2019 sa candidature au classement de la baie auprès du Club des plus belles baies du monde dont l'objectif est la préservation de la qualité des sites classés conciliant la protection de l'environnement, la mise en valeur touristique et le développement économique. Plusieurs critères sont à remplir par les postulants : « sauvegarder leur patrimoine naturel, préserver leur identité et respecter les modes de vie et les traditions des hommes qui y vivent tout en s'inscrivant dans l'objectif d'un développement économique compatible avec ces engagements ». À la suite de l'étude menée aux Sables par les deux délégués canadiens de l'association, le président de la baie des Chaleurs et le trésorier de la baie de Tadoussac, l'action de la commune en matière d'environnement est particulièrement remarquée. La décision, favorable à l'unanimité malgré quelques réticences initiales, est annoncée à la ville le 12 novembre 2021 par le secrétaire général et cofondateur de l'association. Pour Yannick Moreau, maire des Sables-d'Olonne, « notre baie orientée plein sud, nos plages sauvages, nos dunes et forêts, nos marais, notre identité et notre culture maritime ancestrale, mais aussi nos actions de préservation de l'environnement ont retenu l'attention et pesé dans la balance ». L'entrée de la baie des Sables-d'Olonne dans le Club des plus belles baies du monde est officialisé lors du congrès mondial organisé dans la baie de Dakhla au Maroc du 17 au 20 février 2022,,.
La baie des Sables-d'Olonne est ainsi la 45e à entrer dans le club, la 2e dans la région des Pays de la Loire et la 4e sur le littoral atlantique français.

## Illustrations

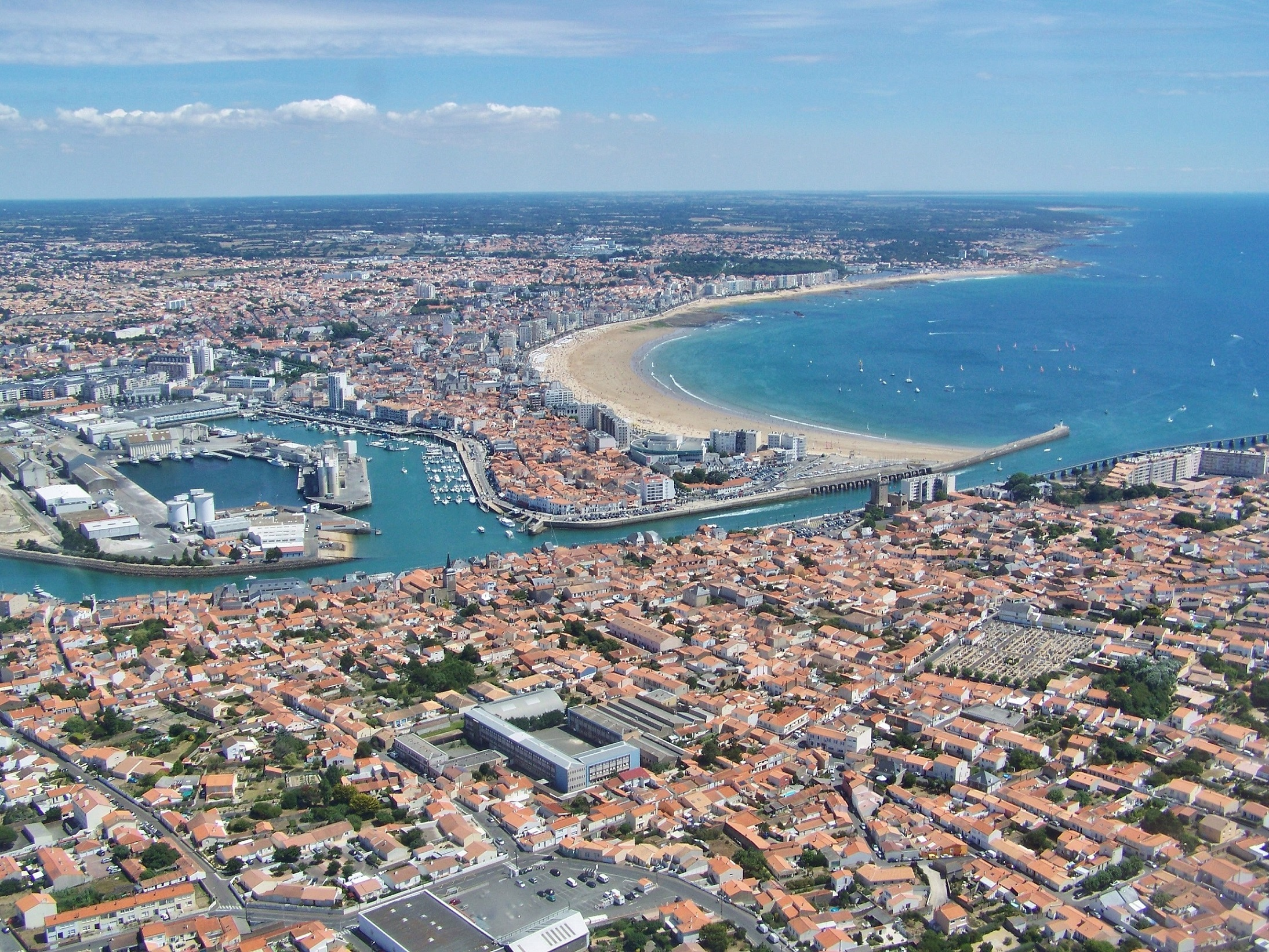
Baie, chenal et Port Olona.
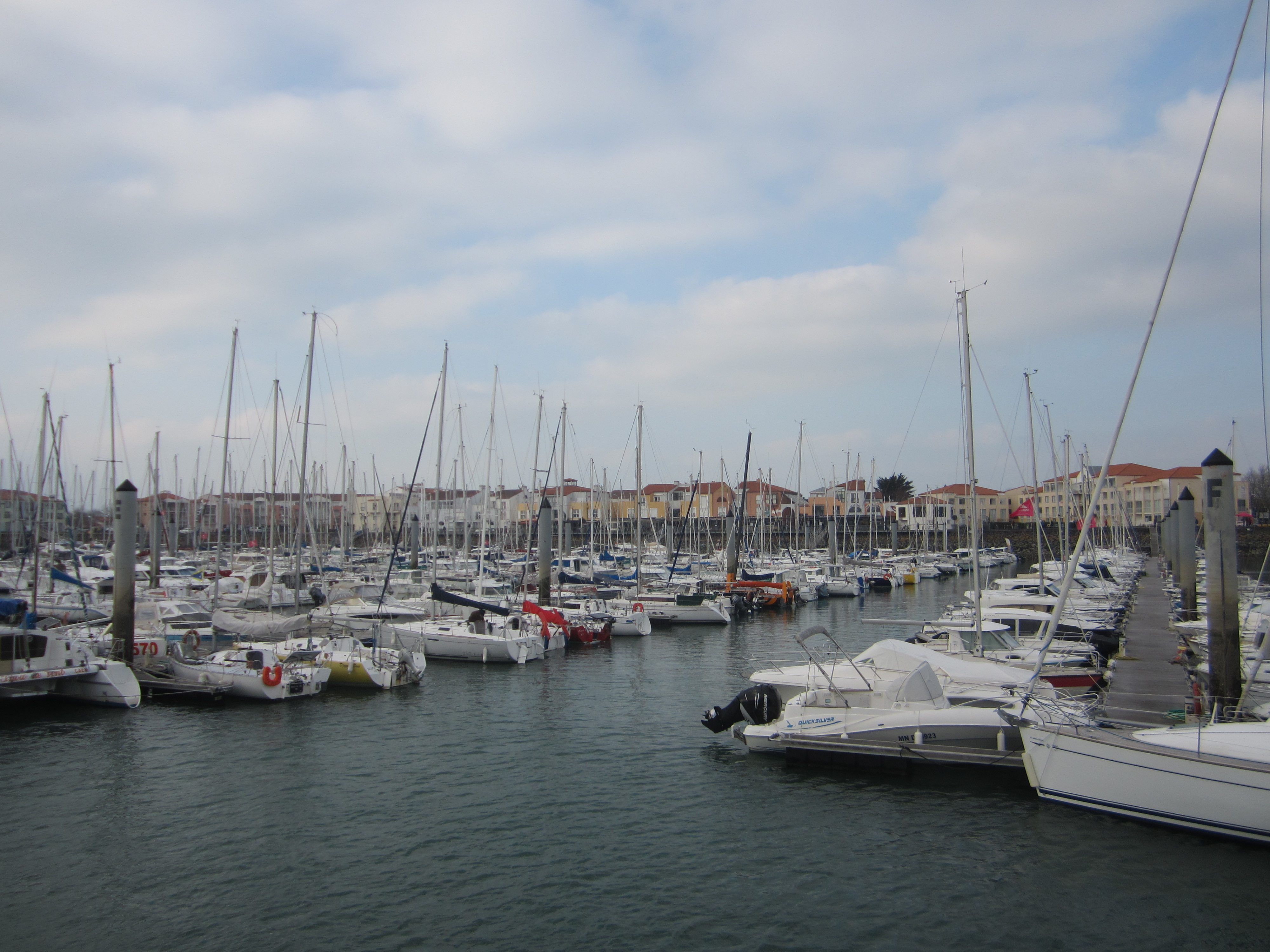
Port Olona.
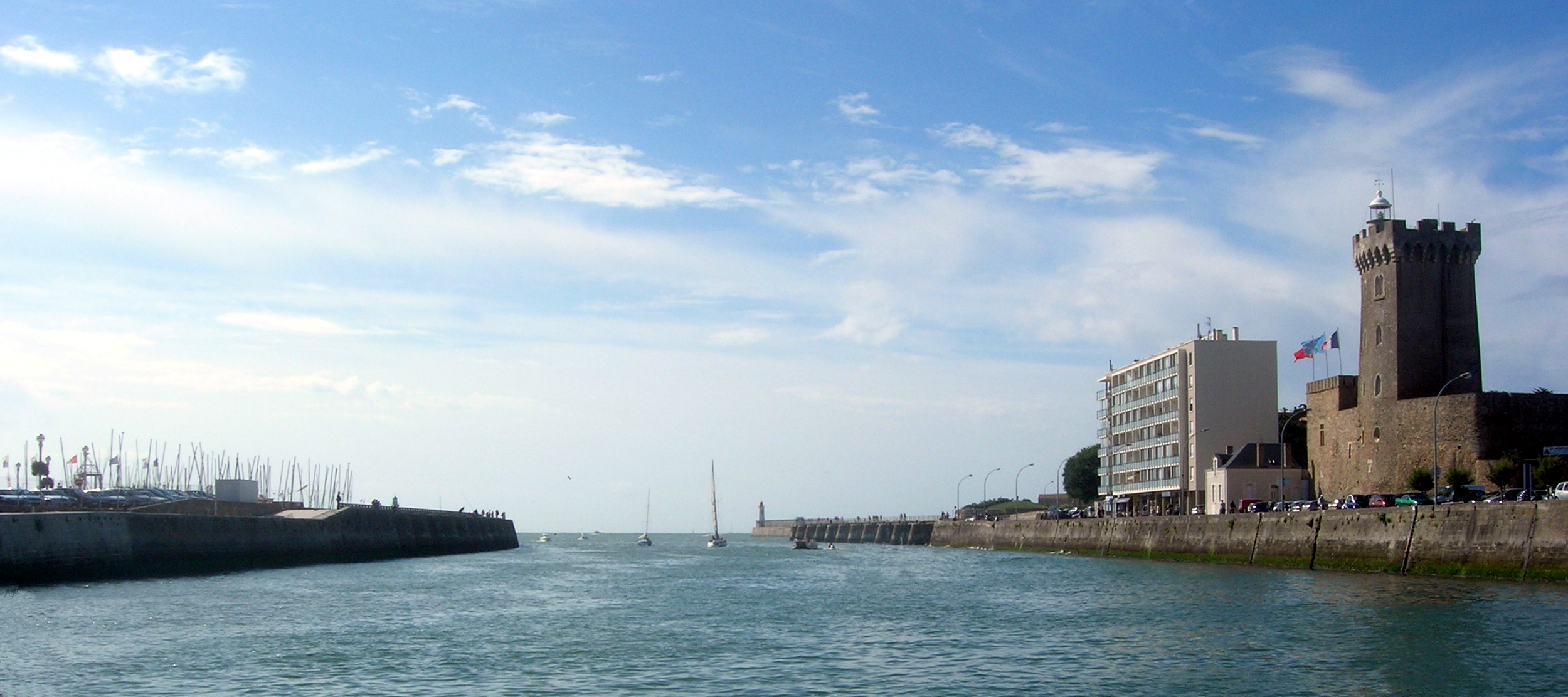
Sortie du chenal entre les Sables et la Chaume.
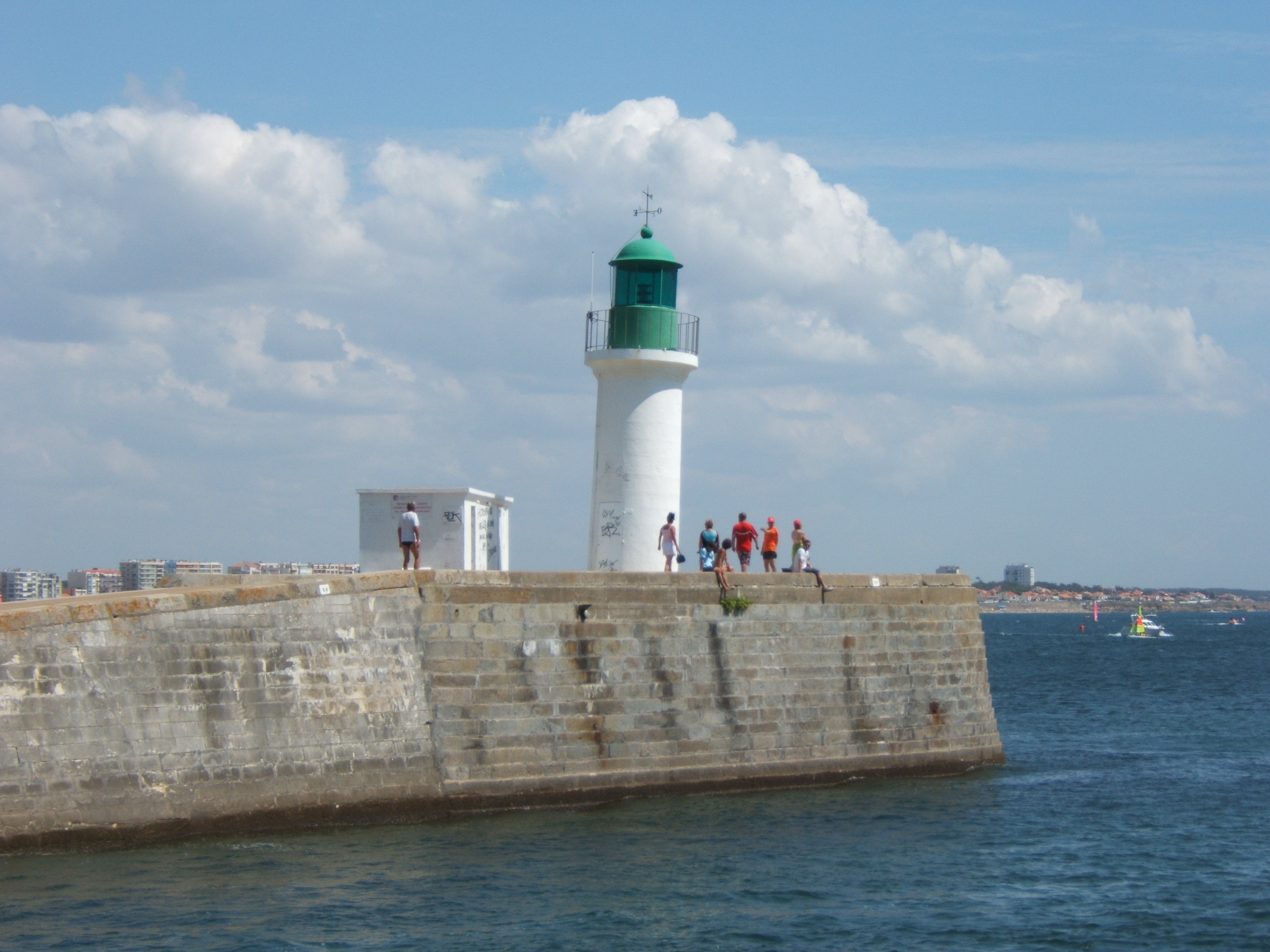
Feu de la digue est.
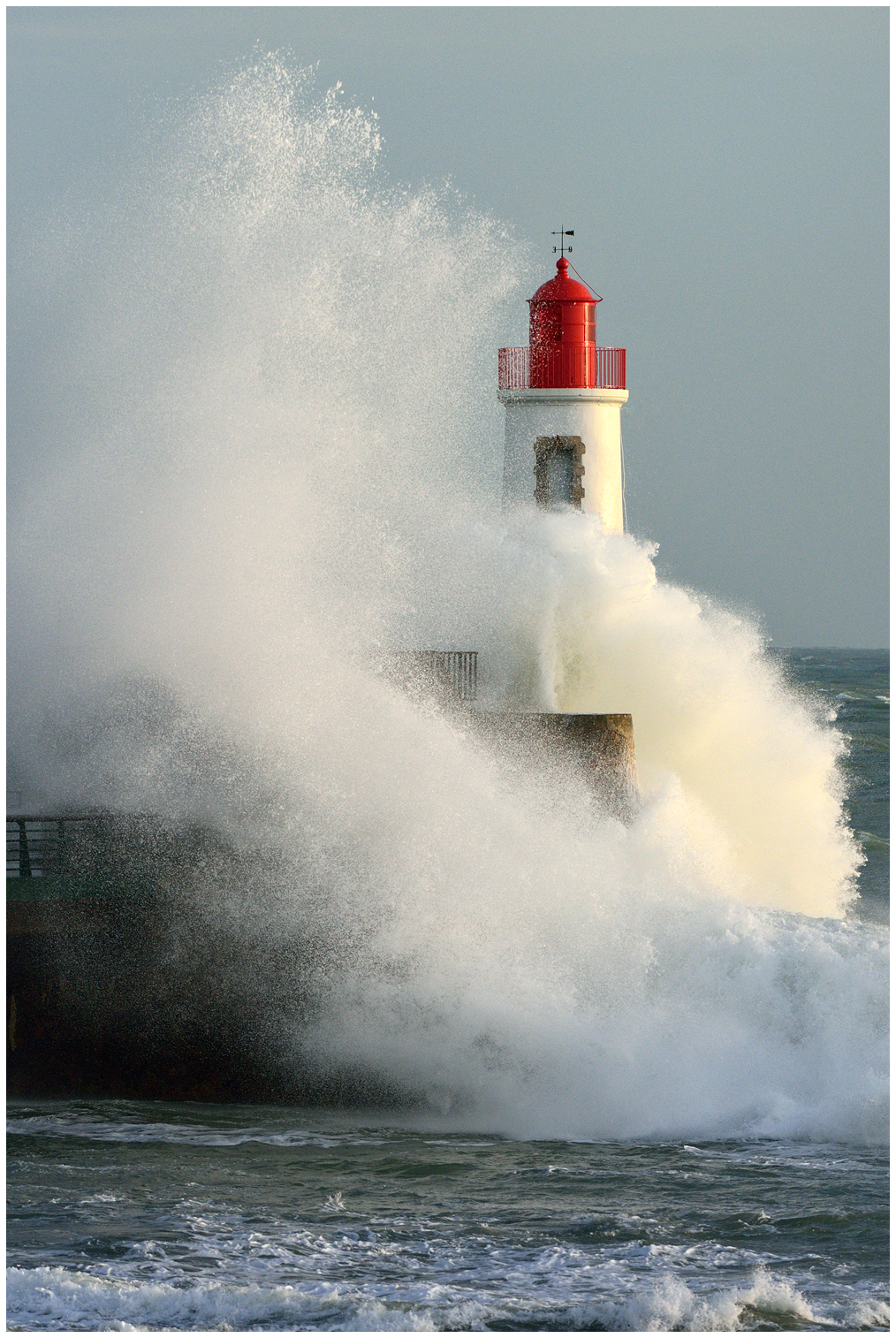
Feu de la jetée Saint-Nicolas.
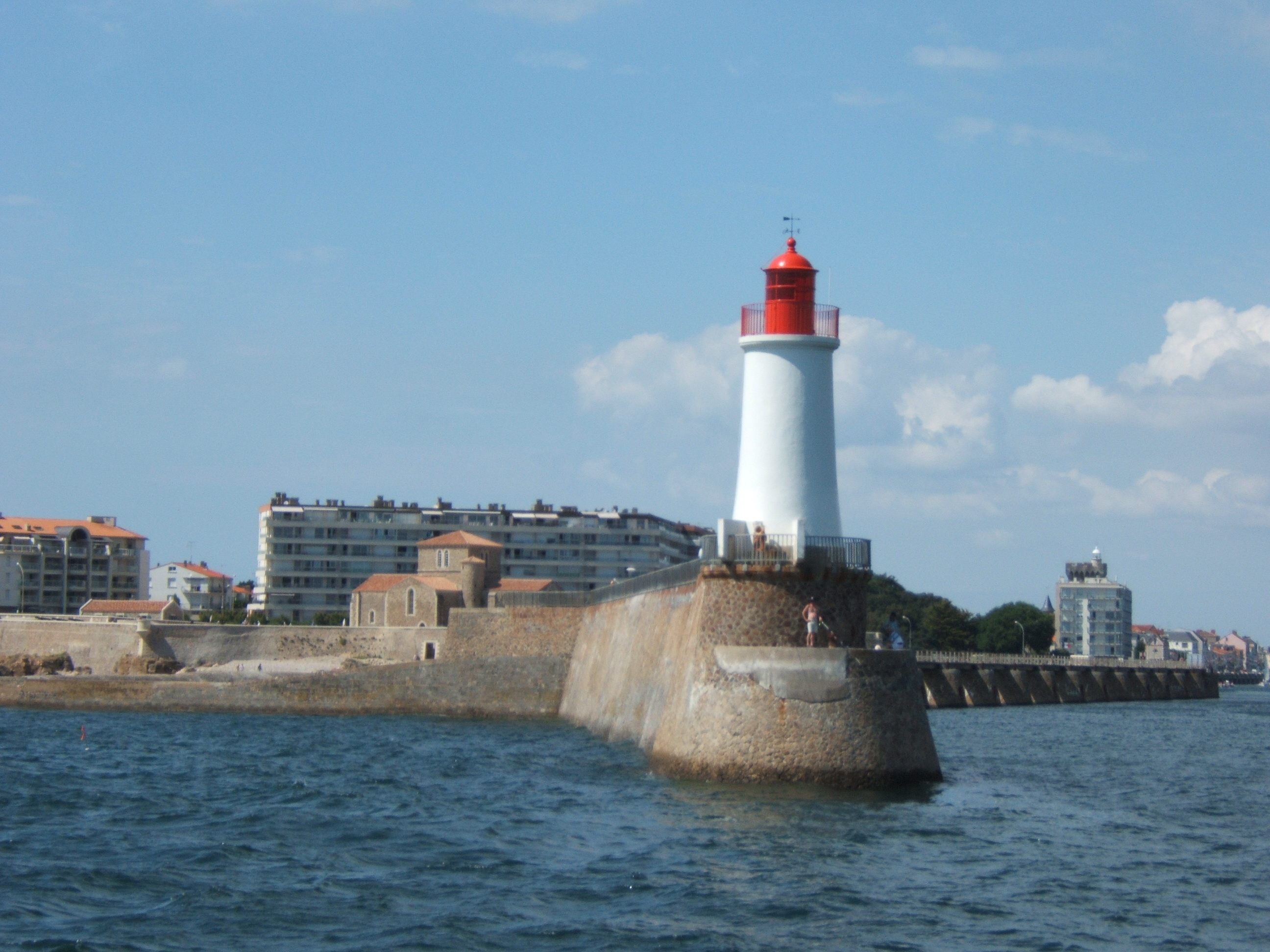
Phare et jetée ouest, en arrière plan, le prieuré Saint-Nicolas.
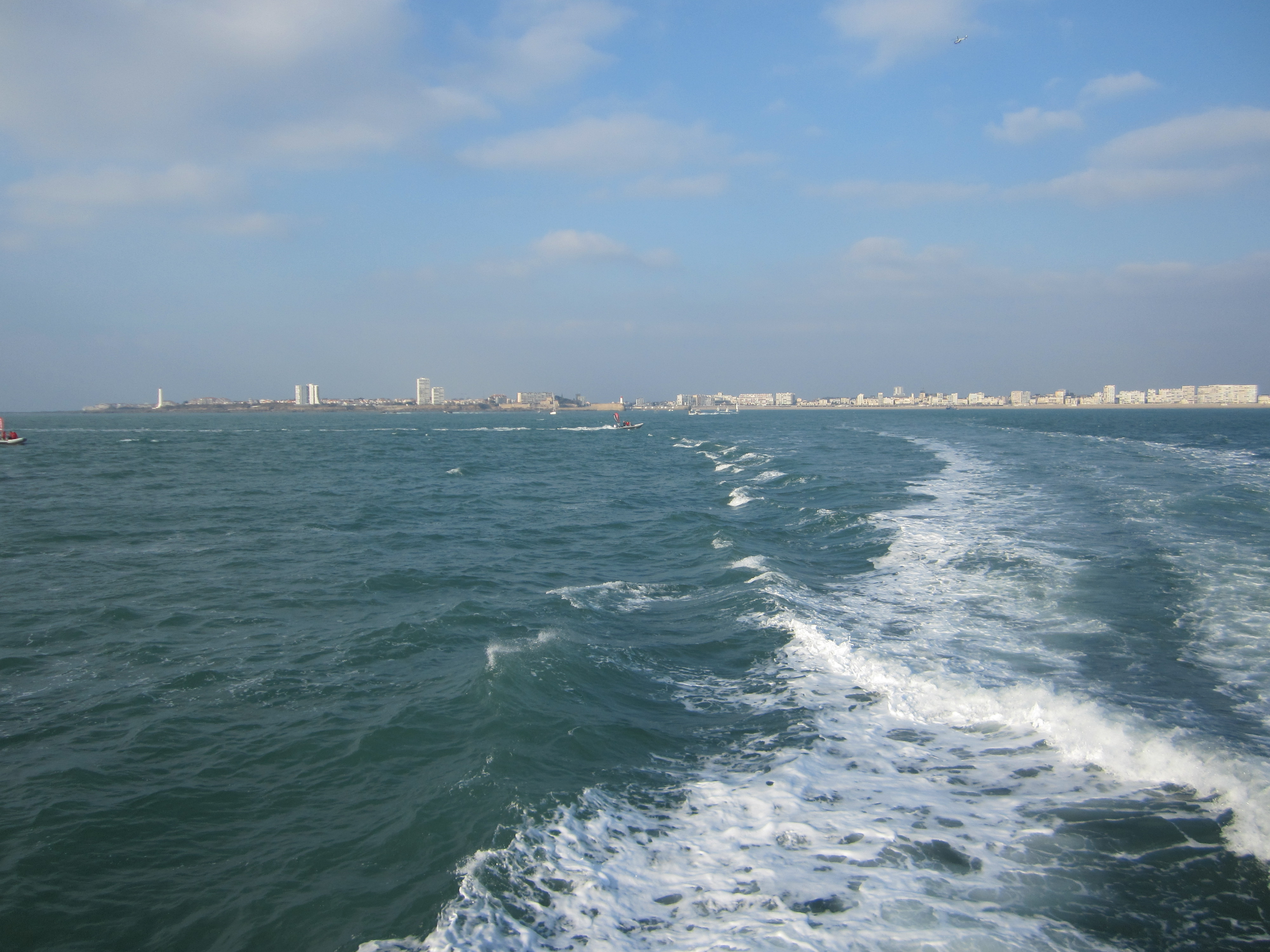
Les Sables vus du large.
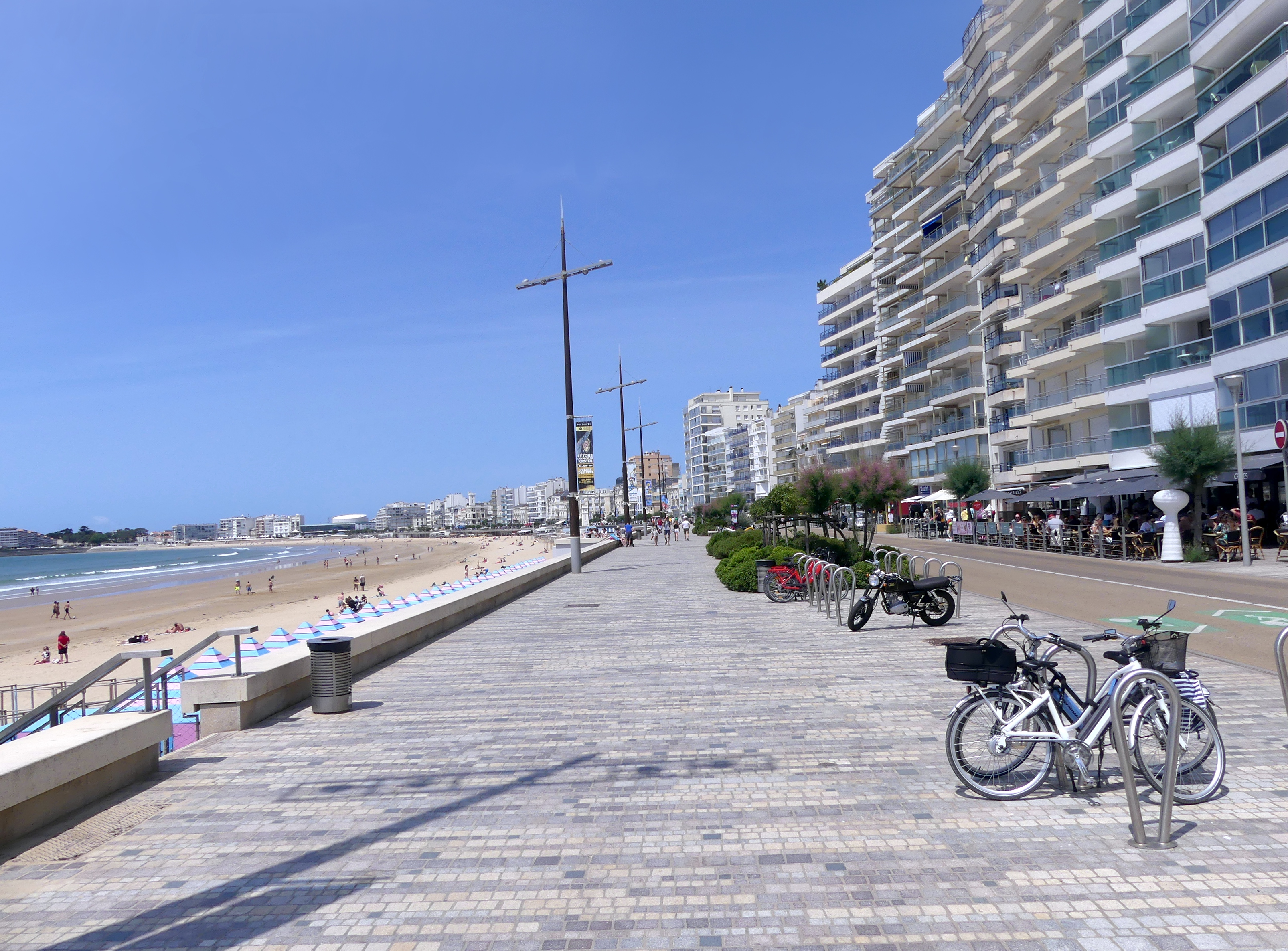
Aménagement du front de mer : le Remblai des Sables-d'Olonne (côté nord)
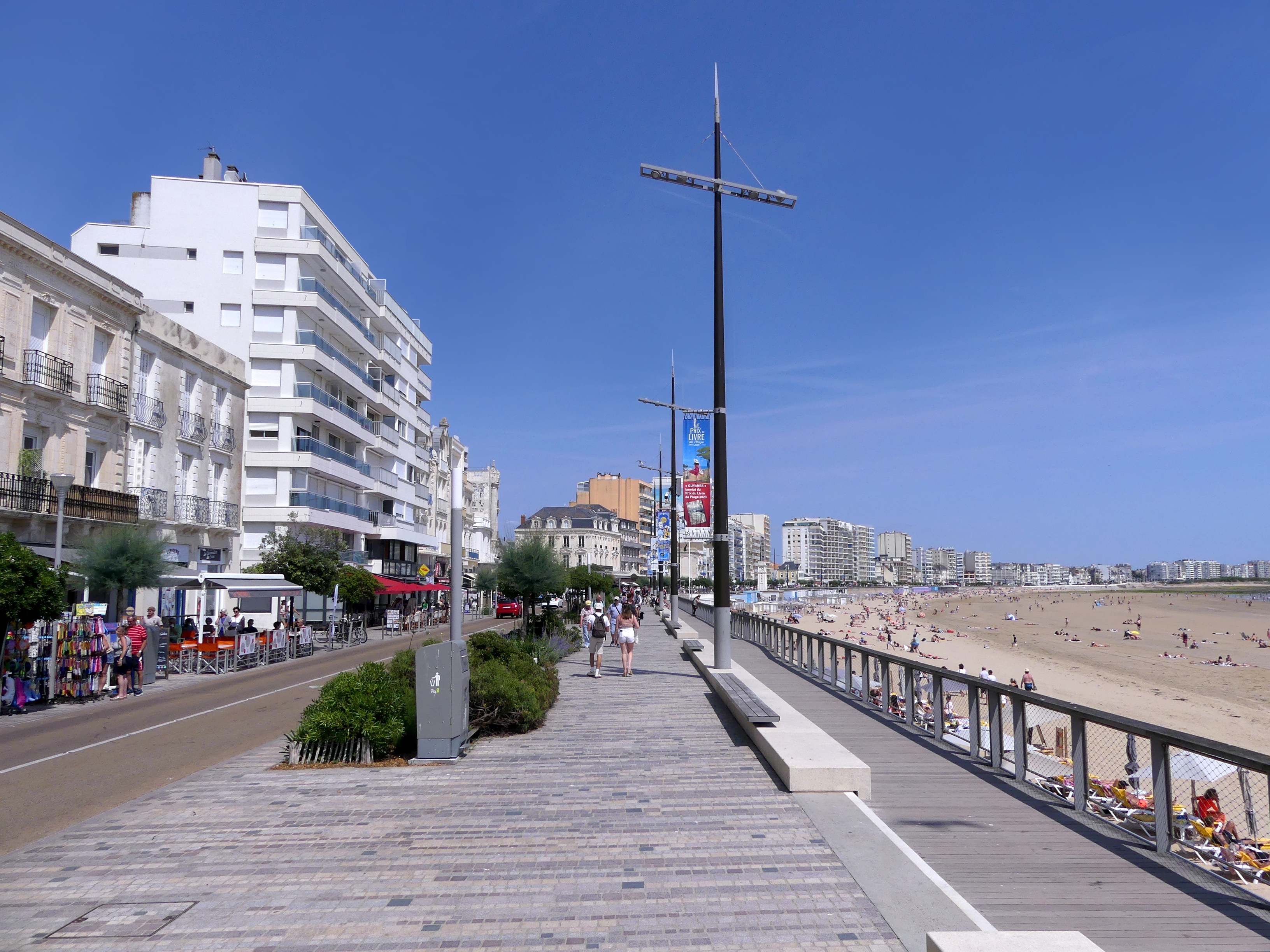
Le Remblai (côté sud)
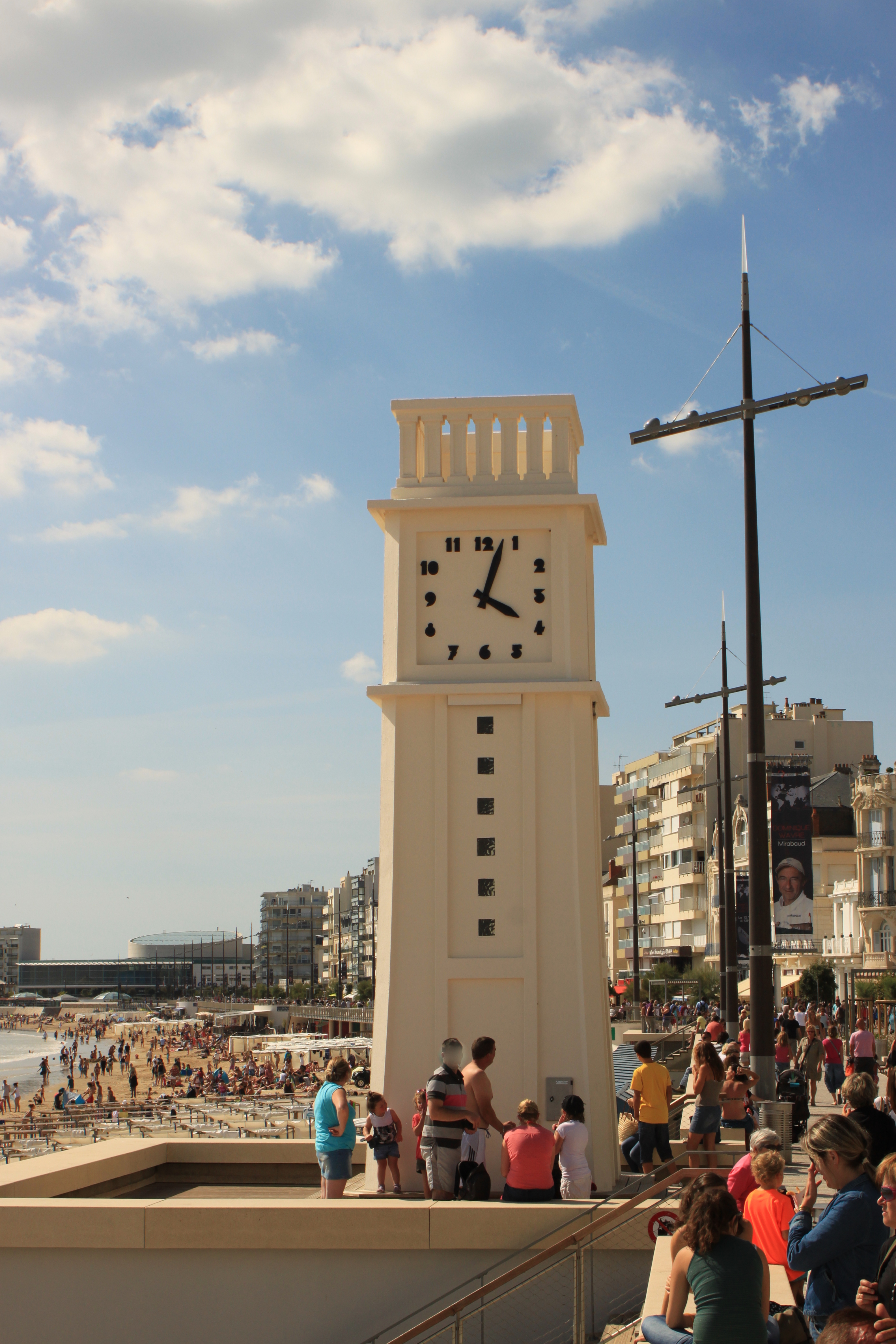
L'horloge du Remblai
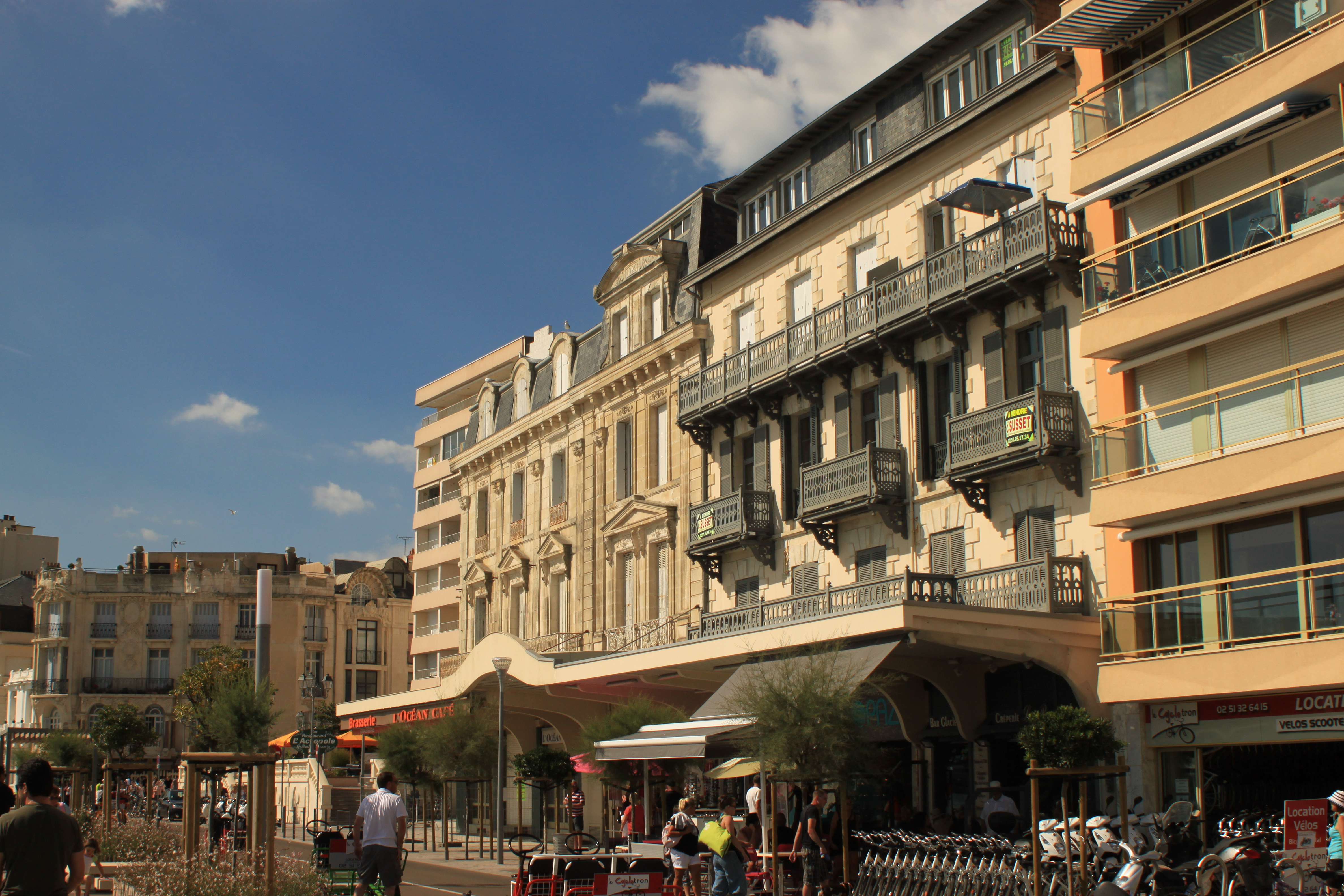
Hôtel Le Remblai, promenade Clémenceau
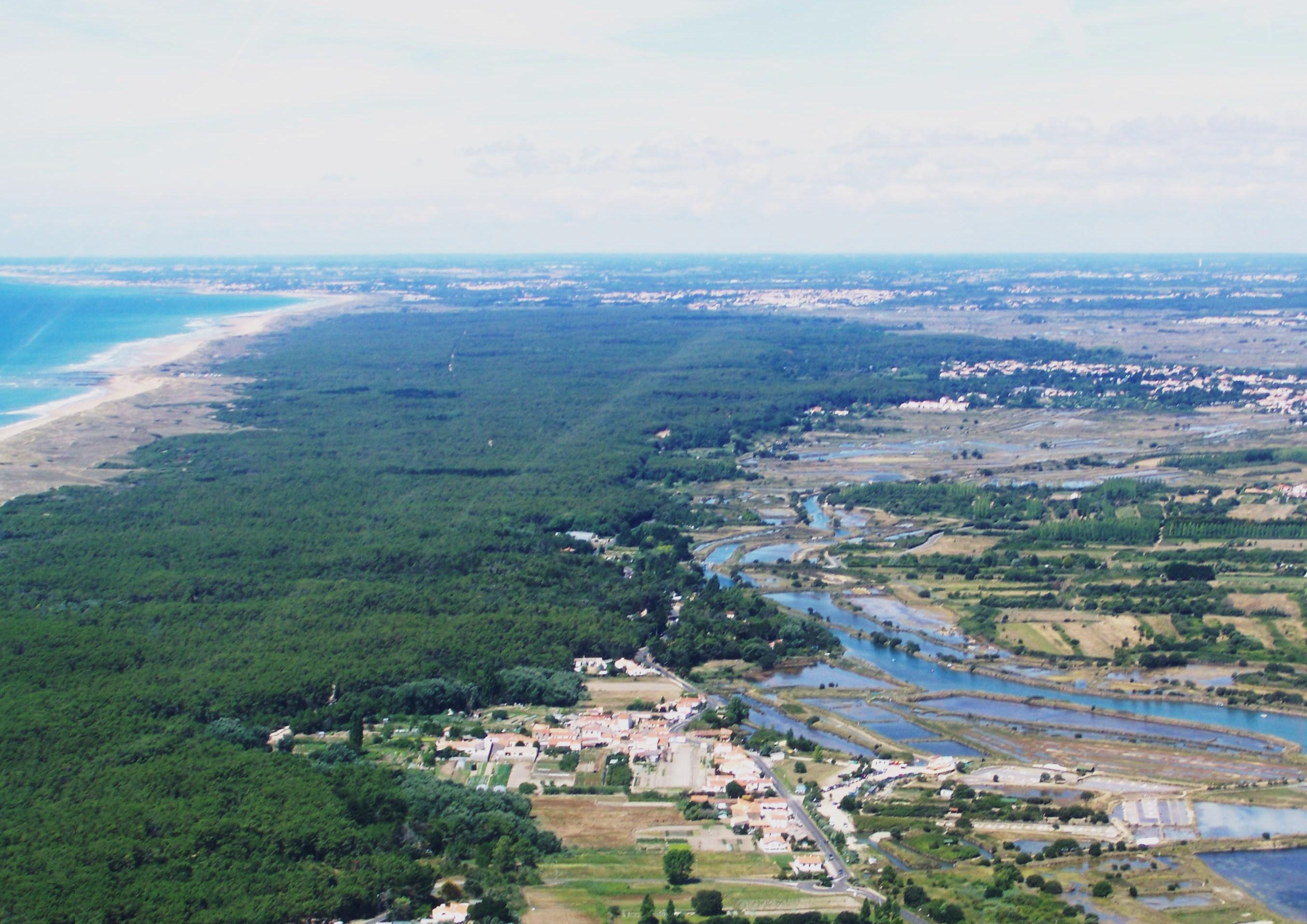
Salines et forêt domaniale d'Olonne.
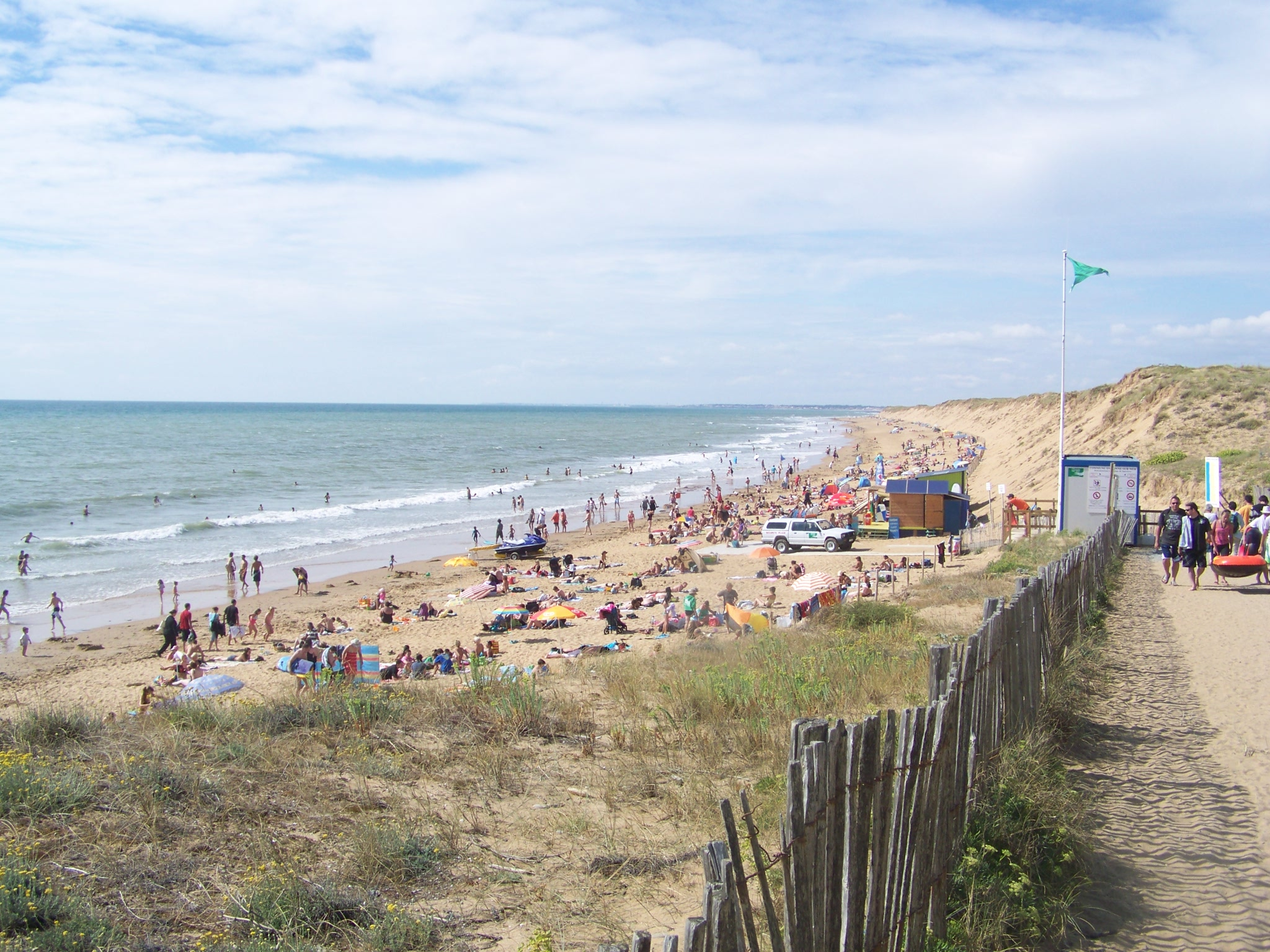
Plage de Sauveterre à Olonne-sur-Mer.
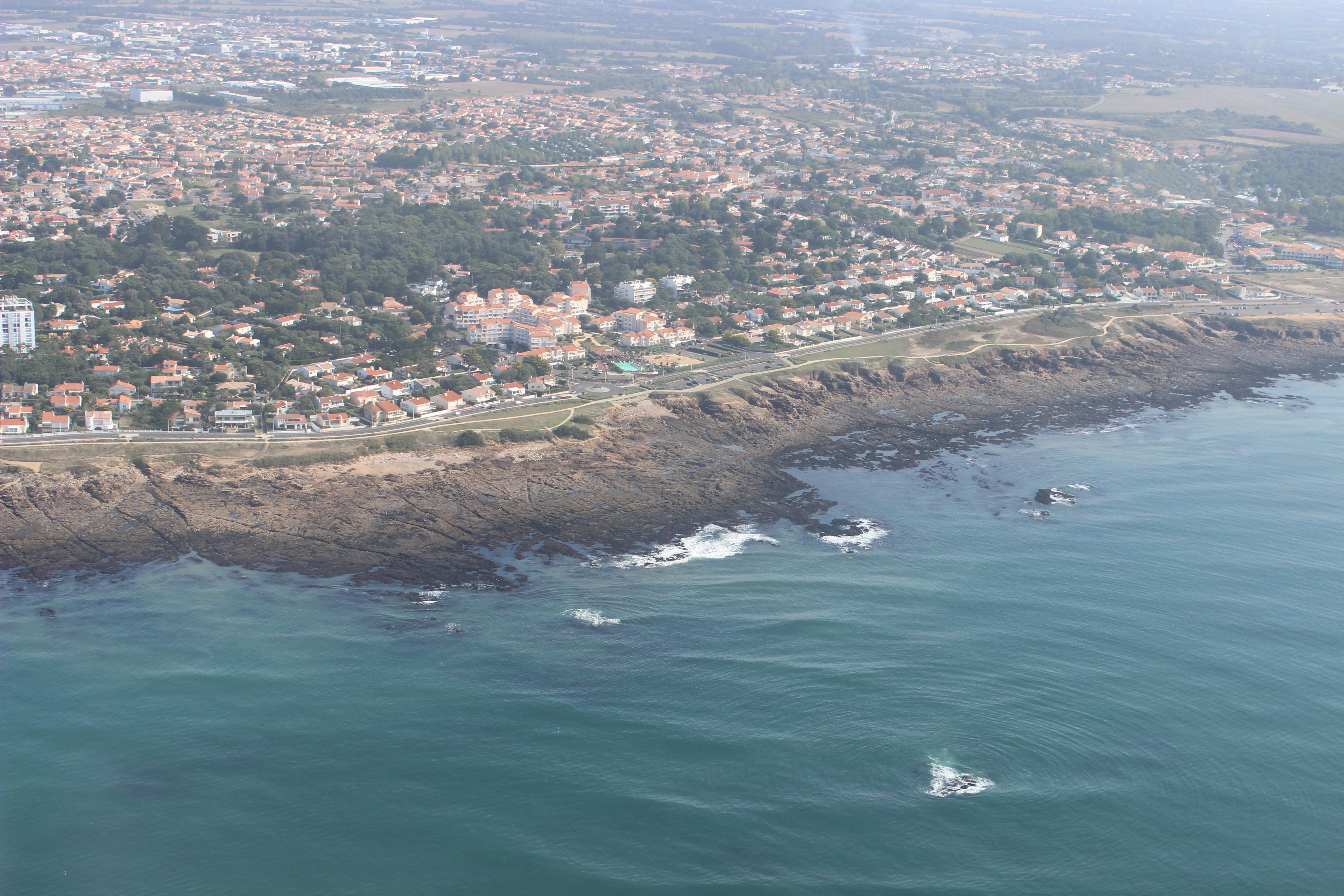
Littoral du Château-d'Olonne entre les pointes de Péruse et du Vieux-Moulin.